# Atols Tapia
Atols Tapia (San Justo, 1917 - Buenos Aires, 27 de junio de 2001) fue un escritor argentino. Comenzó escribiendo poesía pero al poco tiempo se dedicó al cuento, que sería su género más reconocido. Tapia se desempeñó además como jurado en numerosos certámenes literarios y como orientador de talleres literarios.

## Obra editada
- 1960 "El polvo y el horizonte" (libro de cuentos).[1]
- 1963 "Tres cruces" (libro de cuentos).[2]
- 1965 "El amargo azúcar de las cañas" (novela).
- 1973 "La gente respetable" (libro de cuentos).[3]
- 1975 "El corazón de hojalata" (libro de cuentos).[4]
- 1997 "Cierra la maldita caja, Pandora".[5]

## Premios recibidos
- Premio Municipal de la ciudad de Buenos Aires por "El amargo azúcar de las cañas".[6]
- Premio Emecé por "El corazón de hojalata".[6]
- Faja de honor de la SADE (Sociedad Argentina de Escritores).[6]